# Transit O-9
Transit O-9 – amerykański wojskowy satelita nawigacyjny; dziewiąty statek Transit serii operacyjnej.
Stanowił część systemu nawigacji dla okrętów podwodnych US Navy przenoszących pociski balistyczne typu UGM-27 Polaris. Zbudowany przez Naval Avionics Facility, następnie zmodyfikowany przez APL. Pracował jedynie 7-11 miesięcy, głównie z powodu użycia komponentów niskiej jakości. 
Satelita pozostaje na orbicie okołoziemskiej, której trwałość szacuje się na około 200 lat.